# Jesus Walks
Singles de Kanye West
All Falls Down
(2004) The New Workout Plan
(2004)
Clip vidéo
[vidéo] « Jesus Walks (Version 2) », sur YouTube
Jesus Walks est une chanson du rappeur américain Kanye West extraite de son album The College Dropout, paru aux États-Unis le 10 février 2004.
Sortie en single (sur le label Roc-A-Fella Records) le 25 mai de la même année (2004), la chanson a atteint la 11e place du Hot 100 du magazine musical américain Billboard, passant en tout 25 semaines dans le chart.
En 2010, le magazine rock américain Rolling Stone a classé cette chanson, dans la version originale de Kanye West, 273e sur sa liste des « 500 plus grandes chansons de tous les temps ».

## Composition
La chanson a été écrite par Kanye West et Rhymefest. L'enregistrement a été produit par Kanye West lui-même.